# Iliad
Iliad är en fransk företagskoncern inom telekommunikation grundad 1991 och med rötter till 1980-talet. Företaget är ett av Europas största inom branschen, med verksamhet i länder som Frankrike, Italien, Marocko och Polen. År 2024 expanderade man verksamheten till Sverige genom uppköp av Tele2.

## Historia
Iliad inledde sin verksamhet under det namnet 1991. Det skedde efter att ägaren Xavier Niel (född 1968) 1990 köpt Fermic Multimedia, en företag aktivt med erotiska tjänster på den dåtida plattformen Minitel.
Under 1999 började företaget marknadsföra sina mer diversifierade tjänster inom fast och mobil telefoni och Internet via varumärket Free. Man har senare utvecklats till Frankrikes näst största internetleveratör och tredje största mobiloperatör. Detta har bland annat skett genom att konkurrera på den då högt prisklassade franska marknaden genom låga priser.
Hösten 2000 köpte Iliad upp Play, den största polska mobiloperatören med 15 miljoner abonnenter. Man har också expanderat verksamheten till länder som Marocko och Italien. År 2024 expanderade man på den svenska marknaden genom att köpa hela Kinnevik-ägda aktieinnehavet i Tele2 för köpesumman 13 miljarder kronor; då var man redan största ägare i Kinneviks-grundade Millicom.
Koncernen kontrolleras fortfarande (2024) av grundaren Xavier Niel.